# Torna a 2017. évi nyári európai ifjúsági olimpiai fesztiválon
A 2017. évi nyári európai ifjúsági olimpiai fesztivál torna versenyszámait Győrben, július 25. és 29. között bonyolították le. A versenyek helyszíne az Olimpiai Sportpark tornacsarnoka volt.

## Összesített éremtáblázat
| A 2017. évi nyári európai ifjúsági olimpiai fesztivál összesített éremtáblázata tornában | A 2017. évi nyári európai ifjúsági olimpiai fesztivál összesített éremtáblázata tornában | A 2017. évi nyári európai ifjúsági olimpiai fesztivál összesített éremtáblázata tornában | A 2017. évi nyári európai ifjúsági olimpiai fesztivál összesített éremtáblázata tornában | A 2017. évi nyári európai ifjúsági olimpiai fesztivál összesített éremtáblázata tornában | Olimpia  |
| ---------------------------------------------------------------------------------------- | ---------------------------------------------------------------------------------------- | ---------------------------------------------------------------------------------------- | ---------------------------------------------------------------------------------------- | ---------------------------------------------------------------------------------------- | -------- |
|                                                                                          | Ország                                                                                   | Arany                                                                                    | Ezüst                                                                                    | Bronz                                                                                    | Összesen |
| 1.                                                                                       |                                                                                          | 0                                                                                        | 0                                                                                        | 0                                                                                        | 0        |
|                                                                                          |                                                                                          |                                                                                          |                                                                                          |                                                                                          |          |
| Összesen                                                                                 | Összesen                                                                                 | 14                                                                                       | 14                                                                                       | 14                                                                                       | 42       |

## Eseménynaptár
| S | Selejtező | D | Döntő |

| Férfi            |  |  |   |   |   |   |   |   |   |   |   |   |
| Nyújtó           |  |  | S | S |   |   |   |   |   |   | D | D |
| Korlát           |  |  | S | S |   |   |   |   |   |   | D | D |
| Talaj            |  |  | S | S |   |   |   |   | D | D |   |   |
| Lólengés         |  |  | S | S |   |   |   |   | D | D |   |   |
| Gyűrű            |  |  | S | S |   |   |   |   | D | D |   |   |
| Ugrás            |  |  | S | S |   |   |   |   |   |   | D | D |
| Egyéni összetett |  |  | S | S |   |   | D | D |   |   |   |   |
| Csapat összetett |  |  | S | D |   |   |   |   |   |   |   |   |
| Női              |  |  |   |   |   |   |   |   |   |   |   |   |
| Gerenda          |  |  |   |   | S | S |   |   |   |   | D | D |
| Felemás korlát   |  |  |   |   | S | S |   |   | D | D |   |   |
| Talaj            |  |  |   |   | S | S |   |   |   |   | D | D |
| Ugrás            |  |  |   |   | S | S |   |   | D | D |   |   |
| Egyéni összetett |  |  |   |   | S | S | D | D |   |   |   |   |
| Csapat összetett |  |  |   |   | S | D |   |   |   |   |   |   |

## Érmesek

### Férfi
| A 2017. évi nyári európai ifjúsági olimpiai fesztivál érmesei férfi tornában |       |       |       |
| Versenyszám                                                                  | Arany | Ezüst | Bronz |
| Nyújtó                                                                       |       |       |       |
| Korlát                                                                       |       |       |       |
| Talaj                                                                        |       |       |       |
| Lólengés                                                                     |       |       |       |
| Gyűrű                                                                        |       |       |       |
| Ugrás                                                                        |       |       |       |
| Egyéni összetett                                                             |       |       |       |
| Csapat összetett                                                             |       |       |       |

### Női
| A 2017. évi nyári európai ifjúsági olimpiai fesztivál érmesei női tornában |       |       |       |
| Versenyszám                                                                | Arany | Ezüst | Bronz |
| Gerenda                                                                    |       |       |       |
| Felemás korlát                                                             |       |       |       |
| Talaj                                                                      |       |       |       |
| Ugrás                                                                      |       |       |       |
| Egyéni összetett                                                           |       |       |       |
| Csapat összetett                                                           |       |       |       |